# Eulima dubusi
Eulima dubusi is een slakkensoort uit de familie van de Eulimidae. De wetenschappelijke naam van de soort is voor het eerst geldig gepubliceerd door Cossmann & Pissarro.